# Sciapteryx consobrina
Sciapteryx consobrina – gatunek błonkówki z rodziny pilarzowatych.

## Zasięg występowania
Gatunek szeroko rozpowszechniony w Europie. Notowany w Austrii, Bułgarii, Chorwacji, Czechach, Danii, Estonii, Francji, Holandii, na Łotwie, w Luksemburgu, Mołdawii, Niemczech Polsce, europejskiej części Rosji, Rumunii, Słowacji, Szwecji, Szwajcarii, na Ukrainie oraz na Węgrzech, w Wielkiej Brytanii i we Włoszech.

## Budowa ciała
Gąsienice mają zmienne ubarwienie od żółtego, przez zielone i szare do całkowicie czarnego z również zmiennym, a czasem całkowicie zanikającym wzorem czarnych plamek. Głowa od czarnej przez upstrzoną pomarańczowymi plamkami po całkowicie pomarańczową. Imago czarne z wąskimi, jasnymi prążkami na brzuchu.

## Biologia i ekologia
Gatunek związany z roślinami z rodzaju Ranunculus (jaskier) i piżmaczkiem wiosennym. Osobniki dorosłe latają od końca marca do czerwca